# Tomas N'evergreen
Tomas Cristiansen, más conocido por su nombre artístico Tomas N'evergreen, es un cantante danés nacido el 11 de noviembre de 1969 en la localidad de Århus.
Actualmente reside en Moscú, Rusia, donde ha tenido cierto éxito comercial. Participó en la preselección de dicho país para poder llegar a la edición de Eurovisión de 2009, sin conseguir la victoria. En 2010, representa a Dinamarca en el Festival de la Canción de Eurovisión junto a Chanée, al obtener la victoria en el Dansk Melodi Grand Prix con el tema "In a moment like this".

## Discografía
- Since you've been gone (2007)